# Élevage du vin

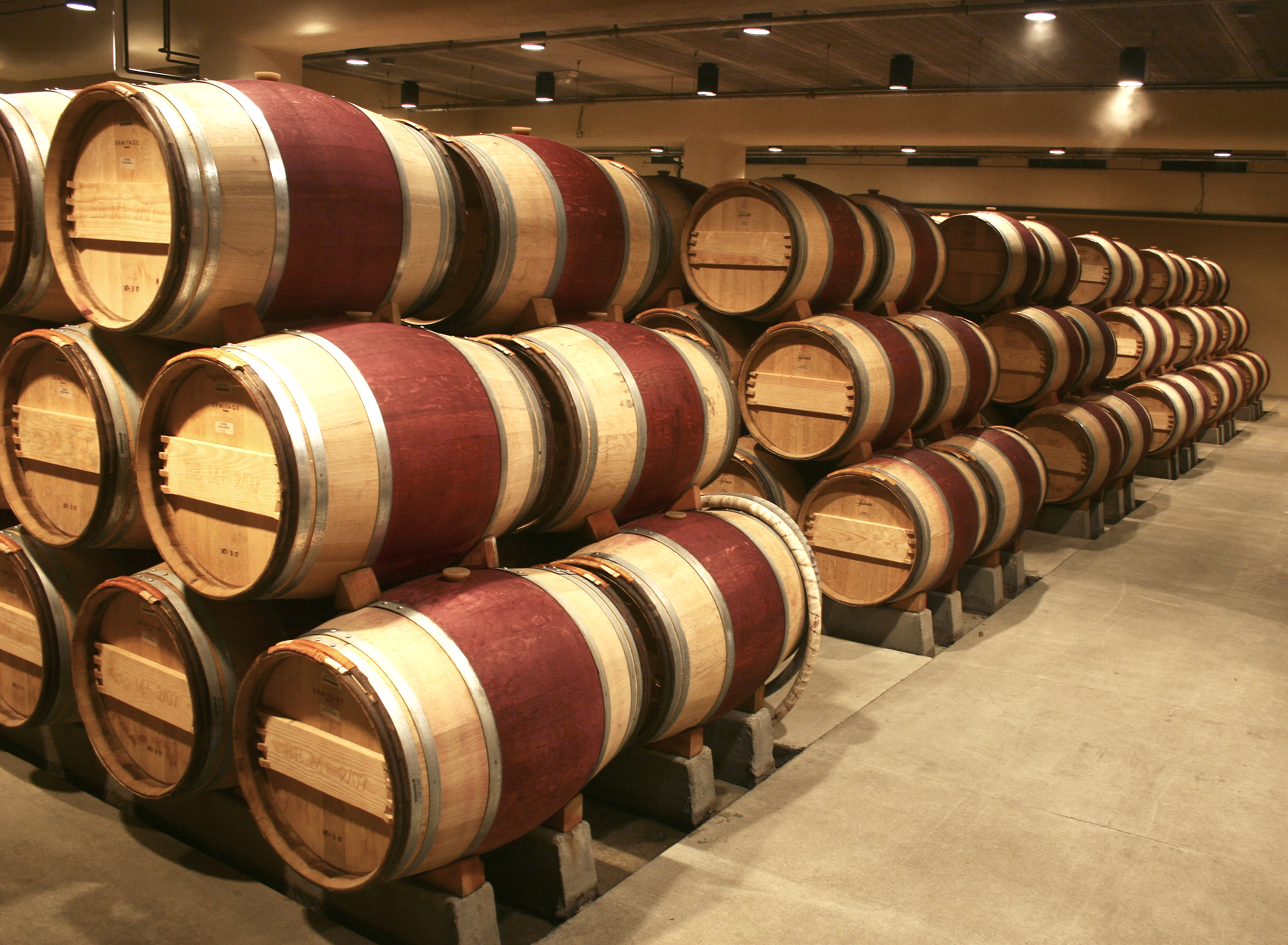
Élevage du vin en barriques.

Pour l’article homonyme, voir Élevage.
L'élevage du vin est une étape optionnelle de l'élaboration de certaines boissons alcoolisées et de certains vinaigres, précédant généralement un ultime assemblage avant mise en bouteille.
En ce qui concerne le vin, il convient de ne pas confondre l'élevage se développant en chai avec le vieillissement, qui est la phase de maturation en bouteille se développant en cave à vin. Pour les eaux-de-vie, le vieillissement s'effectue plutôt après la distillation, et a lieu dans des chais et fûts.
L'élevage du vin est une phase de transformation physico-chimique voire organochimique de certains types de vins, de spiritueux, de bière et de vinaigre : le vin de garde, la plupart des mistelles et des vermouth, le rancio (dont le vin de voile), la plupart des vins mousseux, l'hydromel et le chouchen, les tequilas reposado et añejo, certaines bières (stout, bière rouge, lambic), bon nombre de vinaigres (vinaigre d'Orléans et vinaigre balsamique traditionnel en particulier)…
La finalité de cet élevage est de conférer des caractéristiques organoleptiques et physico-chimiques spécifiques à la boisson ou au vinaigre concernés, complétant celles résultant de la macération et de la fermentation alcoolique ou acétique.

## Processus d'élevage
L’élevage du vin prend place entre la fin de la vinification (opérations succédant à la cuvaison) et l'assemblage final précédant la mise en bouteille. Pour certains spiritueux, elle intervient directement après leur assemblage succédant à leur distillation ou à leur fermentation alcoolique (cas de l'hydromel notamment). Le processus d'élevage, variant selon les types d’élevage et la typologie du liquide concerné, permet notamment de :
- purifier le liquide (par soutirage, batonnage, collage… ) ;
- faire évoluer les arômes du liquide ;
- compléter la structure du liquide (par l’apport de tanins permettant notamment d'optimiser le potentiel de garde) ;
- concentrer les caractéristiques organoleptiques du liquide (par ouillage ou par solera) ;
- faire évoluer la pigmentation du liquide ;
- modifier certaines caractéristiques biochimiques ou physico-chimiques du liquide élevé par : levurage naturel post-fermentaire (vin de voile), oxydation (rancio), piqûre acétique (vinaigre de vin et vinaigre balsamique)…

## Élevage en cuve
L'élevage en cuve dure de 1 à 2 mois pour le vin primeur et plusieurs mois ou années pour le vin de garde. Pendant cette période, les fines particules en suspension dans le vin se déposent doucement au fond de la cuve pour former la lie. Seule la part claire du vin est mise en bouteille. L’élevage en cuve est économique comparativement à l’élevage en fût (investissement modéré, hygiène plus sûre) et permet de conserver la typicité du vin.
Cet élevage présente divers avantages et inconvénients selon le type de cuve (béton, inox, bois, fibre de verre, …). Pour le vin lui-même en fonction de l’inertie thermique notamment, mais aussi pour des aspects pratiques tels que la neutralité chimique, la facilité de nettoyage, le coût…

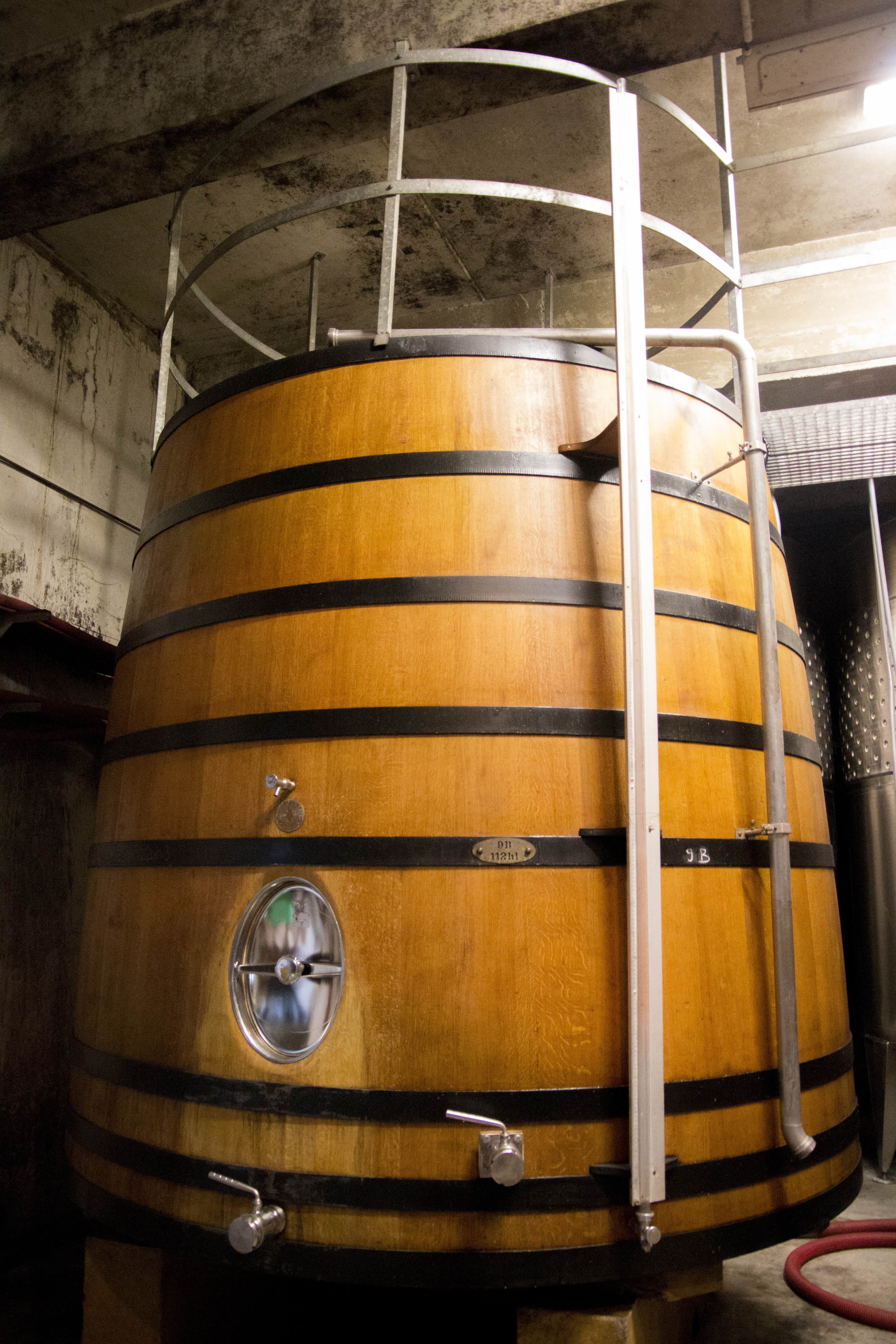
Cuve en bois tronconique
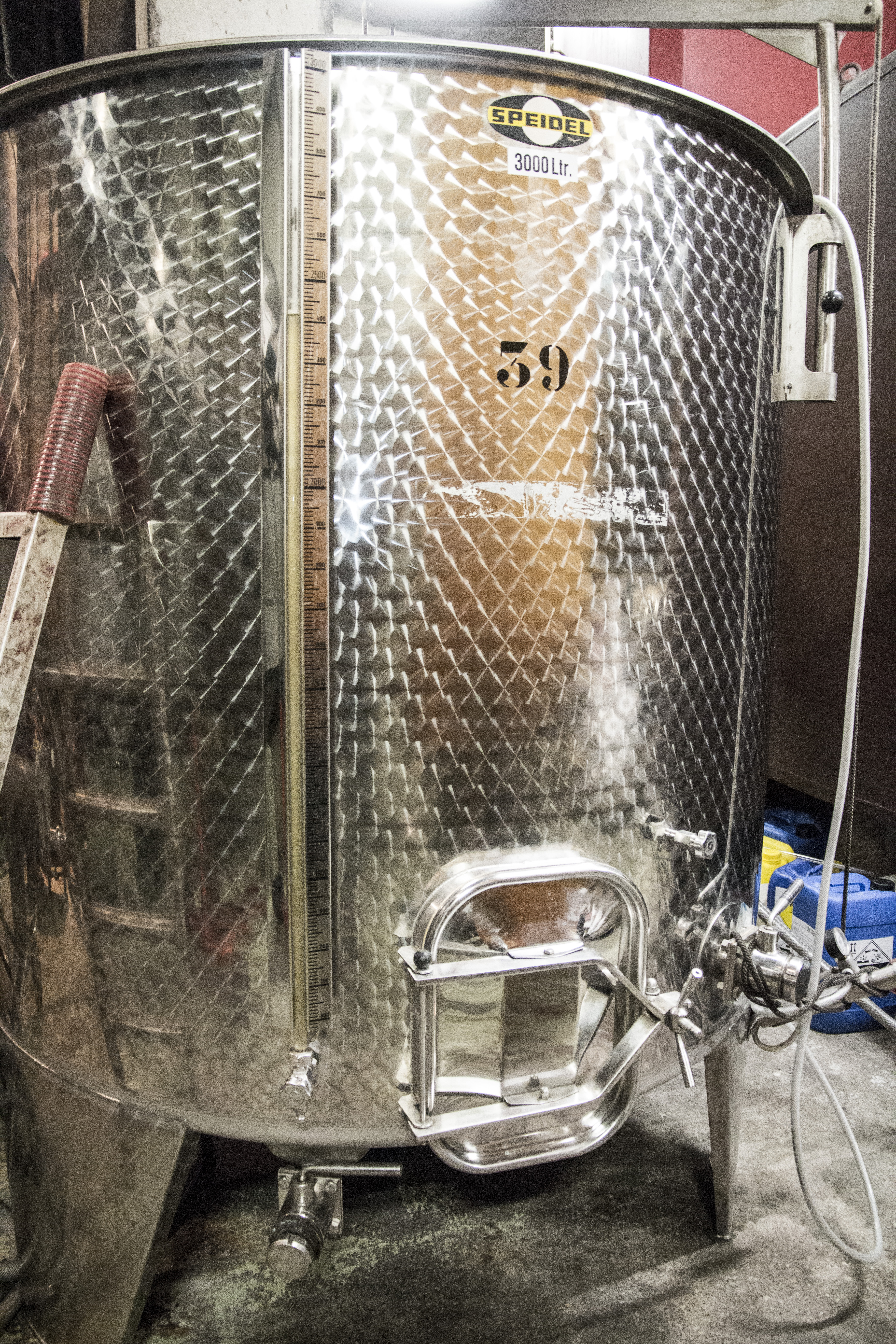
Cuve en acier inoxydable à chapeau flottant
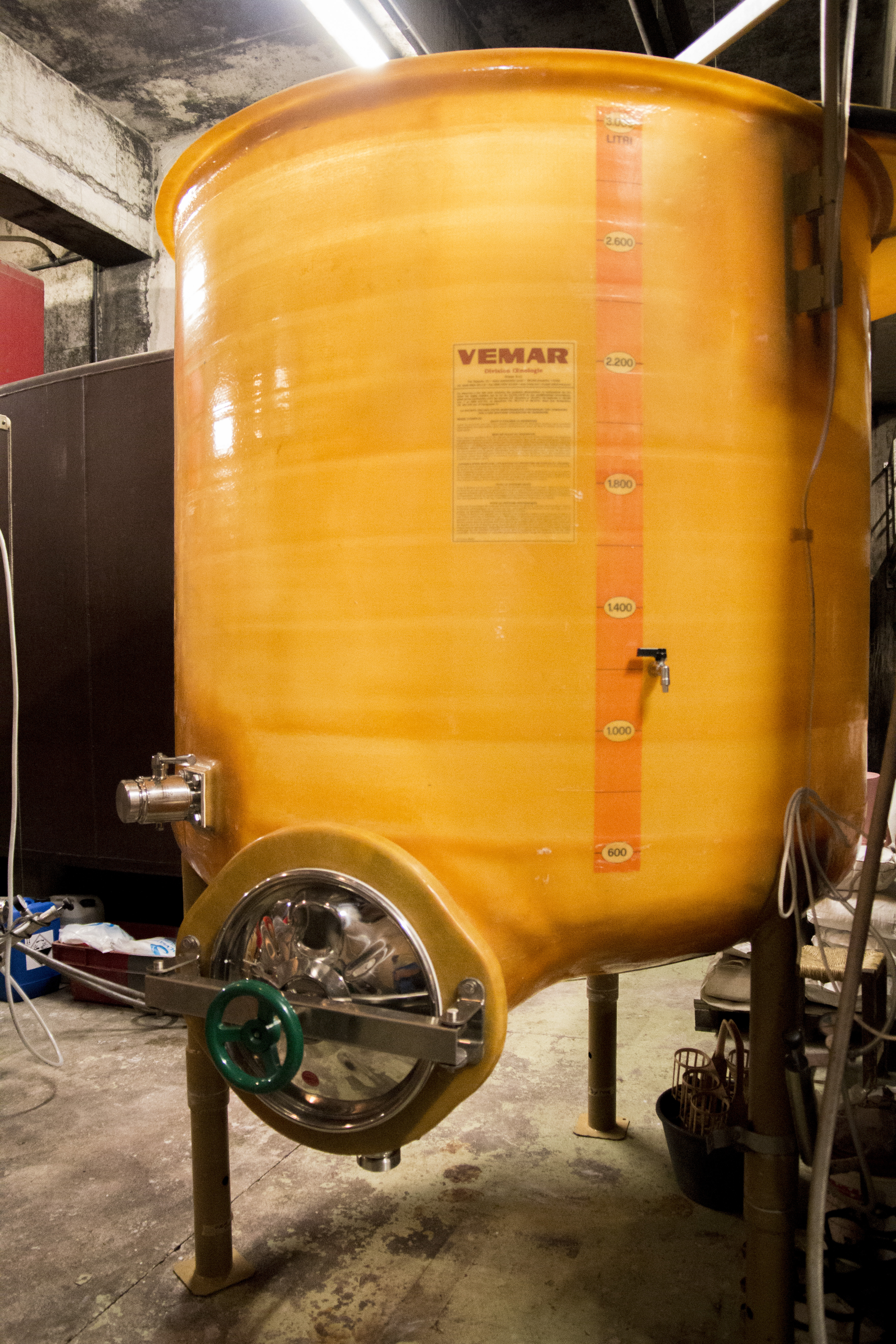
Cuve en fibre de verre à chapeau flottant
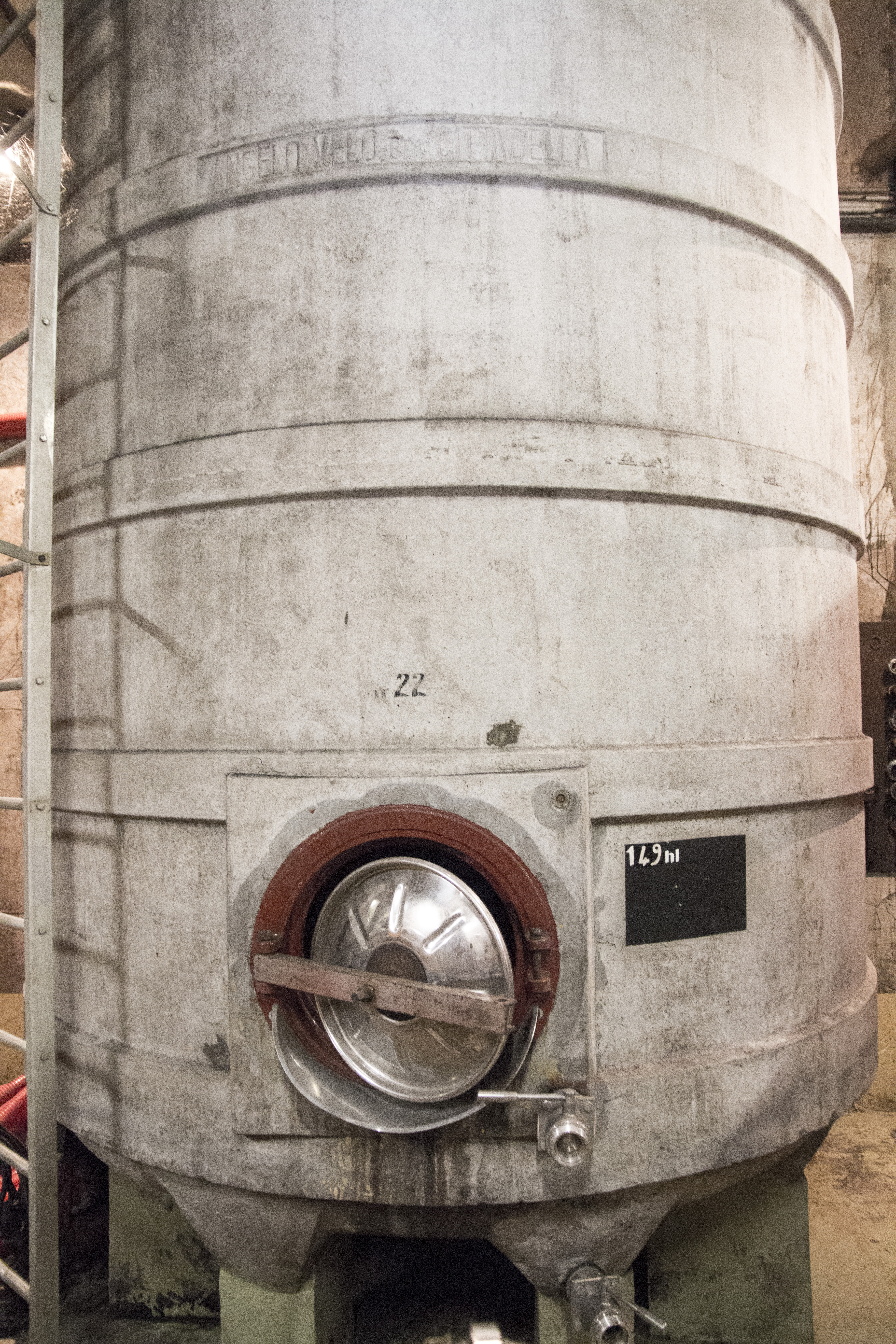
Cuve en béton
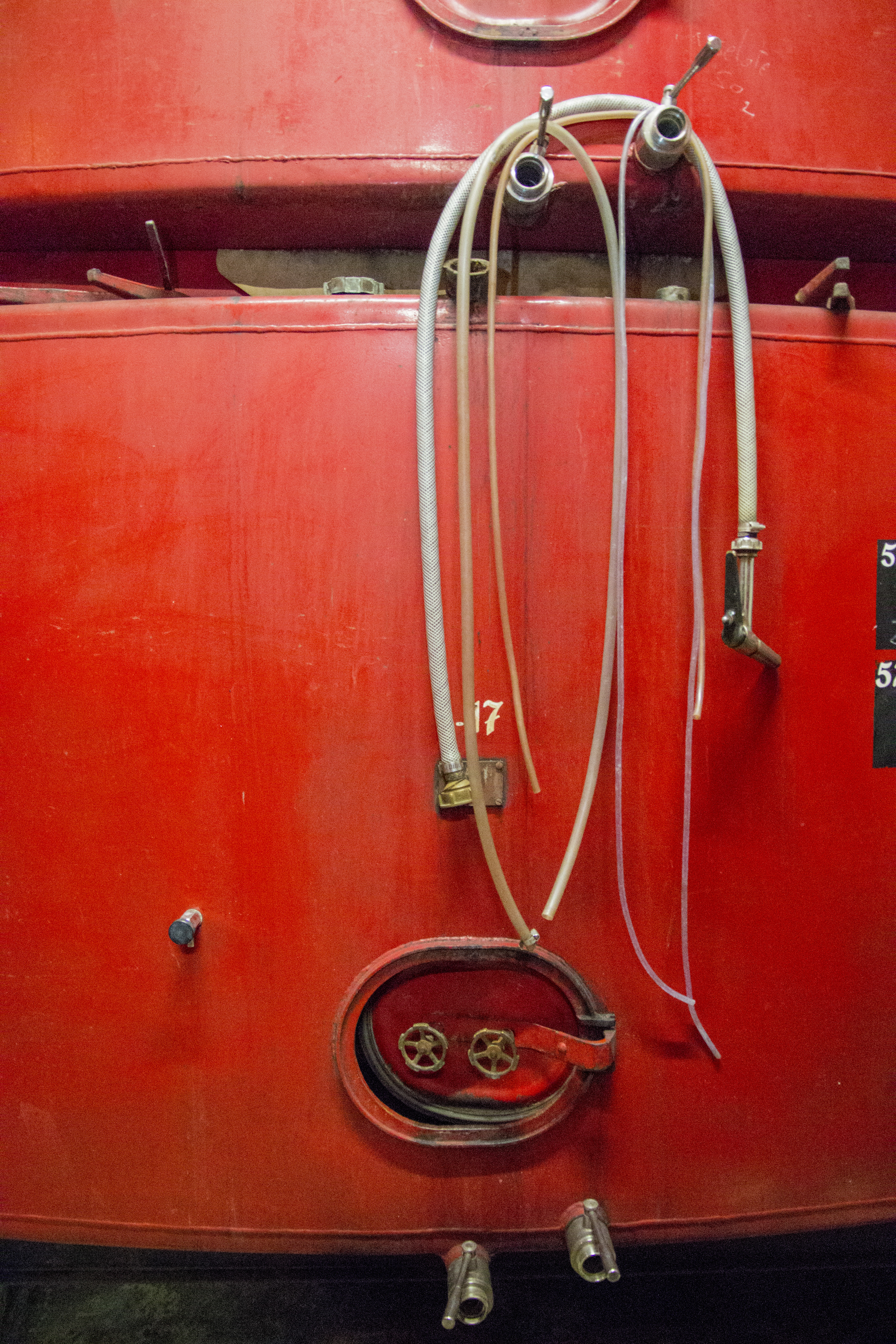
Cuve en acier émaillé

## Élevage sous bois

### Intérêt de l'élevage sous bois
L'élevage « sous bois » est pour bon nombre d'œnophiles et d'amateurs de spiritueux un gage de qualité. S’il est recommandé pour des vins de garde et des spiritueux pour lesquels des arômes boisés peuvent être recherchés avec un succès gustatif certain, il n’a pas pour autant vocation universelle.
Le choix des bois et l’intensité du brûlage des fûts sont essentiels quant à la palette aromatique recherchée pour un liquide spécifique. Ainsi, bon nombre de domaines viticoles élèvent leurs vins dans des fûts neufs (élevage dit à 100 % bois-neuf), l'apport de tanins par le bois (boisage) étant alors important. De ce fait, seuls des raisins très sains et de grande qualité organoleptique justifient, supportent et méritent le boisage. Ceci explique les arômes trop vanillés ou trop empyreumatiques (résultant d'une trop forte intensité de brûlage du bois) déplorés par certains dégustateurs, car ce traitement mal maîtrisé ou inadapté peut oblitérer la typicité résultant du terroir viticole lorsque les vins sont jeunes. A contrario, certaines eaux-de-vie sont vieillies en fûts usagés, à l'instar du whisky : fûts de bourbon, d'oloroso, de porto, de sauternes et d'autres grands bordeaux…

### Bois utilisé
Les merrains utilisés pour réaliser douelles et douves composant les futs d'élevage des eaux-de-vie sont généralement issus de chênes rouges d'Amérique et de chênes blancs d'Amérique. Ces bois sont plus riches en tanins mais diffusent moins de vanilline que ceux issus de chênes blancs d'Europe et de chênes rouvres, préférés pour l'élevage du vin et dont les grumes les plus appréciées sont celles des chênaies suivantes : Tronçais, Bertranges, Darney, Bercé, Fontainebleau, Rambouillet, Compiègne, Orléans, Bitche, Cîteaux, Saint-Palais, Blanchefort, Chabrières, Bouconne, Buzet, La Londe-Rouvray, Bussigny… D'autres essence de bois peuvent être retenues selon le produit fini recherché : robinier développant des senteurs citronnées et de miel pour certains vins blancs, cèdre pour certaines bières stout… Le vinaigre balsamique traditionnel est élevé en fûts de merisier, mûrier, châtaignier, genévrier, frêne…
Pour la majorité de la tonnellerie destinée aux vins et spiritueux produits en Europe, les bois sont fendus dans le sens de leurs fibres et les merrains ainsi obtenus sont séchés naturellement durant deux à trois ans. Cette méthode produit des bois étanches au liquide et perméables à l'oxygène. Pour celle essentiellement destinée aux productions du Nouveau Monde, les bois sont sciés transversalement à leurs fibres, cette méthode favorisant la diffusion de leurs composants. Les merrains ainsi obtenus sont séchés en étuve, ce qui ramène la durée de séchage à environ un mois.

### Apports œnologiques et organoleptiques
Lors de la maturation du liquide, les bois des fûts d'élevage diffusent en particulier des composés aromatiques tertiaires : lactones, aldéhydes phénoliques, phényls-cétones, phénols, composés de chauffe (furfural, méthyl-5-furfural, cyclotène, maltol…), furfurylthiol… Ceux-ci complètent les arômes primaires inhérents au moût et les arômes secondaires résultant de la fermentation alcoolique  et de la macération. Ces composants aromatiques peuvent, selon les essences de bois et la durée d'élevage, communiquer des senteurs et goûts variés : vanille, réglisse, cuir, pain grillé, clou de girofle, café, cacao, beurre, tabac, caramel, brioche, noisette, noix de coco, poivre… 
Outre les composants aromatiques, les bois d'élevage diffusent notamment des polyphénols et des tanins condensés (acide gallique, ellagitanins… ) améliorant les autres caractéristiques organoleptiques et l'aptitude à la garde. Des réactions physico-chimiques se produisent en outre durant cet élevage en fût de bois, en particulier une micro-oxydation (essentiellement via le trou de bonde) favorisant les liaisons chimiques entre tanins et anthocyanes. Cette dernière développe des copigments (flavones en particulier) dont l'effet colorant varie selon l'essence de bois et la durée d'élevage : jaune-paille, doré, ambré… 

### Biochimie de l'élevage sous bois
Les principaux ellagitanins des bois de chêne (principalement deux grands composés phénoliques : vescalagine et castalagine ; monomères glycolysés ou dimères : roburine D, roburine E, vescaline, castaline ou grandinine), en présence de flavonols (tanins notamment des pépins de raisin) s'additionnent sur ces flavonols pour former des acutissimines. En présence d'anthocyanes (pigments rouges notamment du raisin), ils forment des pigments polymériques à effet bathochrome (la couleur rouge-vif de l'anthocyane étant remplacée par un pigment plus mauve).

### Élevages spécifiques en fût
L'élevage en fût de bois peut-être accompagné ou en partie suivi d'une élaboration particulière modifiant certaines caractéristiques organoleptiques ou physico-chimiques du liquide élevé par :
- Élevage sur lies (muscadet perlant) ;
- Levurage naturel post-fermentaire (vin de voile) ;
- Oxydation (rancio) ;
- Solera (xérès, vinaigre d'Orléans) ;
- Vinaigre balsamique traditionnel.

Lors de l'élevage en fût de bois, l'infiltration du liquide dans ce dernier et son évaporation provoquent une perte de volume du liquide : la part des anges. Cette perte (de 7 et 11 litres par fût selon le liquide, la température, l'humidité et la durée d'élevage) est pour la plupart des liquides élevés compensée par ouillage ou solera (l'élevage en vin de voile étant l'une des exceptions).

### Autre type d'élevage au contact du bois
Selon certaines législations, un élevage du vin au contact du bois peut être pratiqué par ajout de copeaux de bois en cuve… Le producteur ou le négociant n'a alors pas le droit de mentionner sur l'étiquette que la boisson a été élevée en fût.

## Élevage en jarre
Les amphores et les kvevris présentent des caractéristiques de contenance et de porosité comparables de celles du tonneau, tout en ne diffusant pas de tanins ni d'arômes de boisé.

## Élevage en bonbonne
Quelques vins doux naturels (certains banyuls notamment) sont élevés en rancio sous dame-jeanne.

## Élevage en bouteille

### Vin mousseux
La plupart des vins mousseux est obtenue comme tels par un élevage spécifique en bouteilles après vinification en vin clair (tranquille), permettant d'obtenir une prise de mousse selon l'une des méthodes suivantes :
- Méthode champenoise ;
- Méthode par fermentation spontanée ;
- Méthode par transfert ;
- Méthode dioise.

### Immersion
Depuis les années 2010, l’immersion connait un intérêt nouveau, après la découverte de bouteilles restées immergées dans l’océan dont le vin s'est parfaitement conservé. De nombreux essais ont été réalisés en immergeant des casiers de bouteilles en mer ou dans des lacs, afin de bénéficier de conditions particulières : température constante, faible apports d'oxygène, et mouvements de l’eau sur les bouteilles,,.